# Киптев, Павел Ефимович
Павел Ефимович Киптев (29 июня 1916, Карачаево-Черкесия — РСФСР) — бригадир гурта крупного рогатого скота колхоза имени 17-й партконференции Кировского района Черкесской автономной области. Герой Социалистического Труда (02.10.1950).

## Биография
29 июня 1916 года в станице Сторожевая, ныне республика Карачаево-Черкесия родился Павел Ефимович Киптев.
С 13 летнего возраста начал трудовую деятельность в колхозе имени 17-й партконференции (позднее – совхоз «Сторожевский») Кировского района Черкесской автономной области Северо-Кавказского (с 1937 года – Орджиникидзевского, с 1943 года – Ставропольского) края.
Участник Великой Отечественной войны. В 1941-1942 годах служил в Красной армии. Вступил в ВКП(б)/КПСС.
Демобилизовавшись из Красной армии, работал скотником, а затем бригадиром гурта крупного рогатого скота колхоза имени 17-й партконференции Кировского района Черкесской автономной области. В 1949 году от 131 головы крупного рогатого скота при нагуле получил по 1049 граммов суточного привеса в среднем на голову.
Указом Президиума Верховного Совета СССР от 2 октября 1950 года за достижение высоких показателей в животноводстве в 1949 году при выполнении колхозом обязательных поставок государству, контрактации, натуроплаты за работу МТС и плана прироста поголовья по каждому виду продуктивного скота и птицы Киптеву Павлу Ефимовичу присвоено звание Герой Социалистического Труда с вручением ордена Ленина и золотой медали «Серп и Молот».
Жил в станице Сторожевая Зеленчукского района. Умер 25 июля 1991 года.

## Награды
Имеет следующие награды:
- Герой Социалистического Труда (02.10.1950)
- Орден Ленина (1950)